# John Dube
John Langalibalele Dube (1871-1946) est un essayiste sud-africain, philosophe, éducateur, homme politique, éditeur, romancier et poète. Il est le président fondateur de la South African Native National Congress devenu le Congrès national africain en 1923 et son président de 1912 à 1917.

## Biographie
John Dube est né dans la colonie britannique du Natal en Afrique du Sud à la mission américano-zoulou d'Inanda. Issu d'une lignée royale, destiné à être le chef de la tribu zoulou des Qadi, John Dube est le petit- fils de la première femme zouloue à s’être convertie au christianisme dans les années 1840, lors de l’évangélisation du Zoulouland par des missionnaires américains. Son père James Ngcobo Dube devint ensuite l'un des premiers pasteurs ordonnés africain de la mission.
Scolarisé à la mission puis à Amanzimtoti, John Dube, alors âgé de 16 ans et orphelin de père, est confié par sa mère à un couple de missionnaires américains. Il se rend une première fois aux États-Unis avec ce couple de missionnaires en 1887. Il se marie en 1894 avec Nokutela, puis se rend à nouveau avec son épouse aux États-Unis en 1896, compléter sa formation et également réunir des fonds pour créer un établissement. Il s'intéresse, aux États-Unis, à l’Institut de Tuskegee en Alabama, une école de formation professionnelle pour les Noirs américains, fondée par Lewis Adams, un esclave affranchi et dirigée par Booker T. Washington.
Dube revient en Afrique du Sud où il devient missionnaire au Natal et avec de nombreuses idées pour bâtir une nation. Il gagne la confiance de la famille royale zoulou sur laquelle il écrira des biographies, notamment sur le roi Shaka et sur le roi Dinizulu. En 1900, il crée l’école Ohlange Institute sur le modèle de Tuskegee et en 1903 et fonde le premier journal en anglais et en zoulou, Illanga lase Natal (le soleil du Natal), une publication qui célébra son centenaire en 2003 et qui fut racheté en 1988 par une proto-association politique dirigée par Mangosuthu Buthelezi, chef de l'Inkatha Freedom Party (IFP).
Considéré comme l'un des fondateurs de la littérature zoulou, Dube est le premier écrivain zoulou à être publié dans cette langue (Abantu abamnyama Lapo Bavela ngakona) en 1922. Auparavant, Dube avait publié des essais en anglais sur l'amélioration de soi et la décence publique (1910).
Son engagement politique est remarqué en 1906 lors de l'arrestation et du procès de Dinizulu, fils du dernier roi zoulou, en relation avec la rébellion Bambata. Il contribue à la collecte des fonds pour sa défense.
En 1909, Dube est membre de la délégation qui se rend en Grande-Bretagne pour protester contre l'Acte d'Union (South Africa Act) puis en 1912, cofonde le congrès national des natifs sud-africains qu'il préside jusqu'en 1917, époque où il en est évincé par ses pairs, qui lui reprochent de s'accommoder théoriquement de la ségrégation.

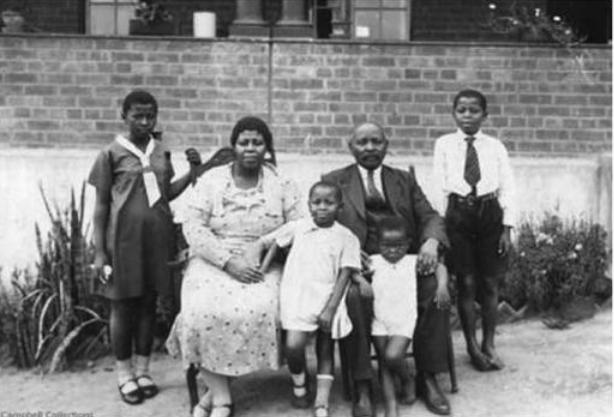
John Dube en famille dans les années 30 au côté de son épouse Angelina Dube

De 1920 à 1926, il participe à une série de conférences patronnées par les cercles libéraux et le gouvernement Smuts sur le thème de l'établissement d'une «harmonie raciale» entre les noirs et blancs. Il en appelle notamment à combiner l'éducation occidentale avec les coutumes et traditions locales. En 1926, il est l'un des délégués sud-africains à la conférence internationale au Zoute, en Belgique où il en profite pour collecter des fonds pour Ohlange.
Il ne reste pas inactif au sein de l'ANC. En 1930, hostile au président de l'ANC, Josiah Gumede qui prône le suffrage universel, la restitution des terres, l'abrogation des laissez-passer, il participe à son renversement et son remplacement par Pixley Seme, signifiant la victoire de l'aile conservatrice sur l'aile radicale du mouvement noir. À la même époque, Dube s'allia même avec le ségrégationniste, George Heaton Nicholls, parcourant le pays pour solliciter l'appui des dirigeants africains à un projet de loi sur l'attribution de sept millions de morgen supplémentaires aux réserves africaines et sur la représentation des Africains au sénat en échange de la suppression de la franchise des Africains du Cap.
De 1936 à sa mort en 1946, il représente le Natal au conseil représentatif des indigènes.
Bien que l'Institut Ohlange de Dube fût à moins d'un mile de la colonie de Gandhi à Phoenix, on n'a connaissance que de deux rencontres, d'ailleurs peu significatives, entre ces deux leaders qui semblent avoir voulu se distancer l'un de l'autre. Dube était d'ailleurs hostile aux Indiens. Il écrivait en 1912 : « des gens comme les Indiens sont venus dans notre pays et nous y ont traités de haut, comme si nous, qui sommes les gens de ce pays, nous étions des quantités négligeables. » Dans un article d' Ilanga intitulé « L'invasion indienne », il se plaignait de voir « le pain de nos enfants pris par ces Asiatiques ».

## Sources
- (fr) A la redécouverte de John Dube
- (en) Biographie sur le site de l'ANC